# مسجد الجن (باكو)
مسجد الجن (بالأذرية: Cin məscidi)‏، بالإنجليزية: Jinn mosque، بالفارسية: مسجد جن باکو):هو مسجد تاريخي يعود تاريخه إلى القرن الرابع عشر. هو جزء من المدينة القديمة وقصر الشروانشاهيين، ويقع على منعطف غالا في مدينة باكو في أذربيجان. كما تم تسجيل المبنى كأثر معماري وطني بموجب قرار مجلس وزراء جمهورية أذربيجان بتاريخ 2 أغسطس 2001، رقم 132.

## التاريخ
يقع المسجد في الجزء السفلي من الباب الشرقي. لا يوجد أي نقش على واجهة المسجد. يعتقد أنه تم بناؤه في القرن الرابع عشر وتم تسميته باسم سورة الجن وهي سورة في القرآن الكريم. تم استخدامه كمسجد حي.

## أنظر أيضا
- مسجد تشين
- مسجد حاجي هيبات
- مسجد السيد يحيى مرتضى